# Венди Вилијамс
Венди Вилијамс Хантер (енгл. Wendy Williams Hunter; Азбери Парк, 18. јул 1964) америчка је водитељка и књижевница. Између 2008. и 2021. године водила је сопствени Шоу Венди Вилијамс.

## Филмографија

### Филм
| Година | Српски назив             | Изворни назив | Улога | Напомене     |
| ------ | ------------------------ | ------------- | ----- | ------------ |
| 2012.  | Размишљај као мушкарац   |               | Гејл  |              |
| 2013.  | Светски рат З            |               | себе  | уводна сцена |
| 2014.  | Размишљај као мушкарац 2 |               | Гејл  |              |